# E-Prix de Marrakech de 2018
El e-Prix de Marrakech de 2018 (oficialmente, el 2017-18 FIA Formula E Marrakesh e-Prix) fue una carrera de monoplazas eléctricos del campeonato de Fórmula E que tuvo lugar el 13 de enero de 2018 en el circuito Internacional Moulay El Hassan de Marrakech.

## Entrenamientos libres
Todos los horarios corresponden al huso horario local (UTC+0).

### Primeros libres
| Hora de inicio 8:00 - Hora de finalización 8:45 |     |                   |                           |          |            |         |
| Pos.                                            | N.º | Piloto            | Equipo                    | Tiempo   | Diferencia | Vueltas |
| 1                                               | 1   | Lucas Di Grassi   | Audi Sport ABT Schaeffler | 1:20.310 | —          | 25      |
| 2                                               | 7   | Jérôme d'Ambrosio | Dragon Racing             | 1:21.224 | +0.914     | 18      |
| 3                                               | 66  | Daniel Abt        | Audi Sport ABT Schaeffler | 1:21.577 | +1.267     | 25      |
| 4                                               | 20  | Mitch Evans       | Panasonic Jaguar Racing   | 1:21.612 | +1.302     | 21      |
| 5                                               | 9   | Sébastien Buemi   | Renault e.dams            | 1:21.632 | +1.322     | 23      |
| Fuente:fiaformulae.com                          |     |                   |                           |          |            |         |

### Segundos libres
| Hora de inicio 10:30 - Hora de finalización 11:00 |     |                   |                           |          |            |         |
| Pos.                                              | N.º | Piloto            | Equipo                    | Tiempo   | Diferencia | Vueltas |
| 1                                                 | 66  | Daniel Abt        | Audi Sport ABT Schaeffler | 1:19.760 | —          | 16      |
| 2                                                 | 1   | Lucas Di Grassi   | Audi Sport ABT Schaeffler | 1:19.898 | +0.138     | 19      |
| 3                                                 | 9   | Sébastien Buemi   | Renault e.dams            | 1:19.936 | +0.176     | 15      |
| 4                                                 | 20  | Mitch Evans       | Panasonic Jaguar Racing   | 1:20.001 | +0.241     | 15      |
| 5                                                 | 3   | Nelson Piquet Jr. | Panasonic Jaguar Racing   | 1:20.115 | +0.355     | 13      |
| Fuente:fiaformulae.com                            |     |                   |                           |          |            |         |

## Clasificación
Todos los horarios corresponden al huso horario local (UTC+0).

### Resultados
| Hora de inicio 12:00 - Hora de finalización 12:45 |     |                        |                           |          |            |    |
| Pos.                                              | N.º | Piloto                 | Equipo                    | Tiempo   | Diferencia | P. |
| 1                                                 | 19  | Felix Rosenqvist       | Mahindra Racing           | 1:20.115 | —          | SP |
| 2                                                 | 1   | Lucas Di Grassi        | Audi Sport ABT Schaeffler | 1:20.314 | +0.199     | SP |
| 3                                                 | 6   | José María López       | Dragon Racing             | 1:20.417 | +0.302     | SP |
| 4                                                 | 9   | Sébastien Buemi        | Renault e.dams            | 1:20.491 | +0.376     | SP |
| 5                                                 | 2   | Sam Bird               | DS Virgin Racing          | 1:20.563 | +0.448     | SP |
| 6                                                 | 36  | Alex Lynn              | DS Virgin Racing          | 1:20.567 | +0.452     | 6  |
| 7                                                 | 3   | Nelson Piquet Jr.      | Panasonic Jaguar Racing   | 1:20.585 | +0.470     | 7  |
| 8                                                 | 66  | Daniel Abt             | Audi Sport ABT Schaeffler | 1:20.605 | +0.490     | 8  |
| 9                                                 | 20  | Mitch Evans            | Panasonic Jaguar Racing   | 1:20.690 | +0.575     | 9  |
| 10                                                | 16  | Oliver Turvey          | NIO Formula E Team        | 1:20.748 | +0.633     | 10 |
| 11                                                | 68  | Luca Filippi           | NIO Formula E Team        | 1:20.804 | +0.689     | 11 |
| 12                                                | 27  | Tom Blomqvist          | MS&AD Andretti Formula E  | 1:20.870 | +0.755     | 12 |
| 13                                                | 25  | Jean-Éric Vergne       | Techeetah                 | 1:20.906 | +0.791     | 13 |
| 14                                                | 5   | Maro Engel             | Venturi Formula E Team    | 1:20.920 | +0.805     | 14 |
| 15                                                | 8   | Nicolas Prost          | Renault e.dams            | 1:20.937 | +0.822     | 15 |
| 16                                                | 7   | Jérôme d'Ambrosio      | Dragon Racing             | 1:21.176 | +1.061     | 16 |
| 17                                                | 18  | André Lotterer         | Techeetah                 | 1:21.222 | +1.107     | 20 |
| NC                                                | 23  | Nick Heidfeld          | Mahindra Racing           | 1:28.671 | +8.556     | 17 |
| NC                                                | 28  | António Félix da Costa | MS&AD Andretti Formula E  | 1:36.167 | +16.052    | 19 |
| NC                                                | 4   | Edoardo Mortara        | Venturi Formula E Team    | 1:36.733 | +16.618    | 18 |
| Fuente:fiaformulae.com                            |     |                        |                           |          |            |    |

Notas:
1. ↑  «FIA Formula E Marrakech E-Prix». www.marrakechgrandprix.com. Archivado desde el original el 9 de enero de 2018. Consultado el 10 de enero de 2018.
2. 1 2 3  «Previo y horarios del ePrix de Marrakech de Fórmula E». Motor.es. 12 de enero de 2018. Consultado el 13 de enero de 2018.
3. 1 2 3  «Race Results – Formula E». www.fiaformulae.com (en inglés). Archivado desde el original el 8 de octubre de 2018. Consultado el 13 de enero de 2018.
4. 1 2 3 4 5  Las primeras 5 posiciones de la parrilla van a ser determinadas por una Super Pole.
5. ↑  Lotterer fue descalificado por ignorar una orden para que se pesara su vehículo.
6. ↑  El tiempo de clasificación fue cancelado porque había finalizado la misma.

### Super Pole
| Hora de inicio 12:45 - Hora de finalización 13:00 |     |                  |                           |          |            |    |
| Pos.                                              | N.º | Piloto           | Equipo                    | Tiempo   | Diferencia | P. |
| 1                                                 | 9   | Sébastien Buemi  | Renault e.dams            | 1:20.355 | —          | 1  |
| 2                                                 | 2   | Sam Bird         | DS Virgin Racing          | 1:20.615 | +0.260     | 2  |
| 3                                                 | 19  | Felix Rosenqvist | Mahindra Racing           | 1:21.196 | +0.841     | 3  |
| 4                                                 | 6   | José María López | Dragon Racing             | 1:21.369 | +1.014     | 4  |
| 5                                                 | 1   | Lucas Di Grassi  | Audi Sport ABT Schaeffler | 1:21.444 | +1.089     | 5  |
| Fuente:fiaformulae.com                            |     |                  |                           |          |            |    |

Notas:

## Carrera
Todos los horarios corresponden al huso horario local (UTC+0).
| Hora de inicio 16:03   |     |                        |                           |       |                  |    |        |
| Pos.                   | N.º | Piloto                 | Equipo                    | Vtas. | Tiempo/Retirado  | P. | Puntos |
| 1                      | 19  | Felix Rosenqvist       | Mahindra Racing           | 33    | 48:04.751        | 3  | 25     |
| 2                      | 9   | Sébastien Buemi        | Renault e.dams            | 33    | +0.945           | 1  | 21     |
| 3                      | 2   | Sam Bird               | DS Virgin Racing          | 33    | +5.762           | 2  | 15     |
| 4                      | 3   | Nelson Piquet Jr.      | Panasonic Jaguar Racing   | 33    | +6.554           | 7  | 13     |
| 5                      | 25  | Jean-Éric Vergne       | Techeetah                 | 33    | +12.238          | 13 | 10     |
| 6                      | 6   | José María López       | Dragon Racing             | 33    | +16.491          | 4  | 8      |
| 7                      | 23  | Nick Heidfeld          | Mahindra Racing           | 33    | +28.381          | 17 | 6      |
| 8                      | 27  | Tom Blomqvist          | MS&AD Andretti Formula E  | 33    | +32.380          | 12 | 4      |
| 9                      | 36  | Alex Lynn              | DS Virgin Racing          | 33    | +33.520          | 6  | 2      |
| 10                     | 66  | Daniel Abt             | Audi Sport ABT Schaeffler | 33    | +40.951          | 8  | 1      |
| 11                     | 20  | Mitch Evans            | Panasonic Jaguar Racing   | 33    | +46.278          | 9  |        |
| 12                     | 5   | Maro Engel             | Venturi Formula E Team    | 33    | +46.915          | 14 |        |
| 13                     | 8   | Nicolas Prost          | Renault e.dams            | 33    | +53.099          | 15 |        |
| 14                     | 28  | António Félix da Costa | MS&AD Andretti Formula E  | 33    | +56.116          | 19 |        |
| 15                     | 7   | Jérôme d'Ambrosio      | Dragon Racing             | 33    | +1:13.805        | 16 |        |
| 16                     | 68  | Luca Filippi           | NIO Formula E Team        | 32    | +1 vuelta        | 11 |        |
| 17                     | 4   | Edoardo Mortara        | Venturi Formula E Team    | 30    | Accidente        | 18 |        |
| Ret                    | 16  | Oliver Turvey          | NIO Formula E Team        | 17    | Mecánico         | 10 |        |
| Ret                    | 18  | André Lotterer         | Techeetah                 | 14    | Frenado          | 20 |        |
| Ret                    | 1   | Lucas Di Grassi        | Audi Sport ABT Schaeffler | 7     | Corte de energía | 5  |        |
| Fuente:fiaformulae.com |     |                        |                           |       |                  |    |        |

Notas:
1. ↑  Tres puntos adicionales para el que marco la pole position. (Sébastien Buemi)
2. ↑  Un punto adicional para el que marcó la vuelta rápida en carrera. (Nelson Piquet Jr.)
3. ↑  Fue penalizado con 20s por provocar una colisión. (Maro Engel)
4. ↑  Fue penalizado con 20s por exceder el límite de velocidad de 50 km/h (31 mph) durante un período de bandera amarilla en toda la pista. (Nicolas Prost)